# Diffa (regio)

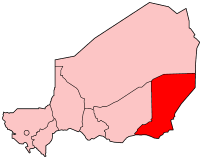
Ligging van Diffa in Niger

Diffa is een van de zeven regio's van Niger. Het heeft en oppervlakte van 140.216 km² en heeft 362.216 inwoners (2004). De hoofdstad is de gelijknamige stad Diffa